# Droujina (Moyen Âge)
Pour les articles homonymes, voir Droujina.

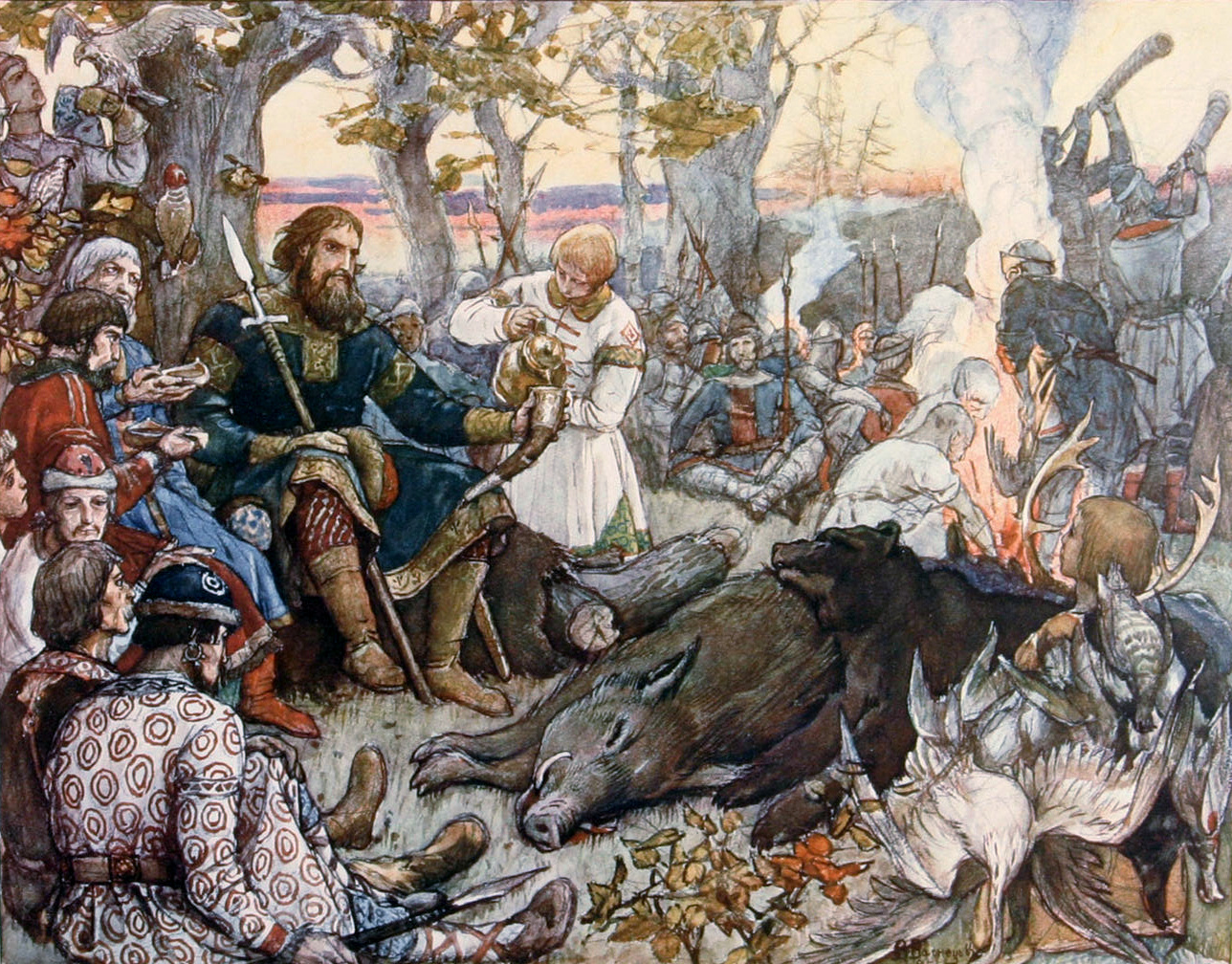
Le Grand Prince Vladimir Monomaque de la dynastie riourikide reposant avec sa droujina après une partie de chasse, par Viktor Vasnetsov.

La droujina, druzhina ou drujyna (slovaque et tchèque : družina ; polonais : drużyna ; Russe et ukrainien : дружи́на, druzhýna, litt. « compagnie ») dans l'histoire médiévale de la Rus' de Kiev et de la Pologne était une garde armée au service d'un chef slave, également appelé knèze. Le nom est dérivé du mot slave drug (друг) avec le sens de « compagnon, ami »,. 

## Rus' ancienne

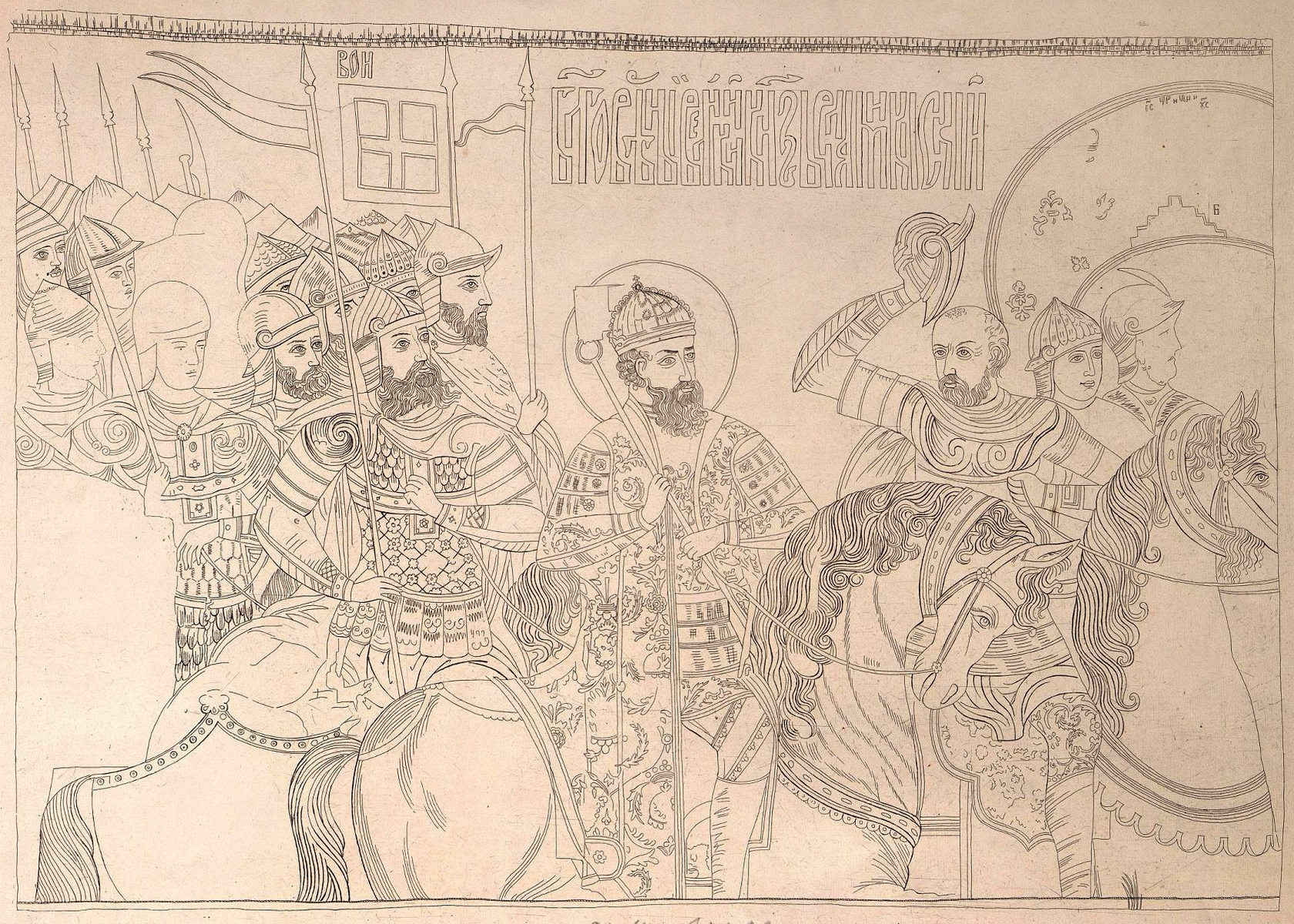
Grand Prince Vladimir de Kiev avec sa Druzhina. Dtail d'une fresque médiévale, à Kiev.

Au début de la formation de la Rus' de Kiev, une droujina aide le prince à administrer sa principauté et constitue la force militaire de la région. Les premiers membres de la droujina dans le Khaganat de la Rus' étaient les Varègues, dont les princes ont établi leur contrôle dans la région au IXe siècle. Bientôt, des membres de l'aristocratie slave locale ainsi que des mercenaires de nationalités variées deviennent droujinniki (membres de la droujina). L'organisation de la droujina a varié avec le temps et a survécu sous une forme ou une autre jusqu'au XVIe siècle. 
La droujina était composée de deux groupes : les membres de haut rang, connus plus tard sous le nom de boyards, et les membres de rang inférieur, plus tard connus sous le nom d'enfants de boyards (en). Les boyards étaient les plus proches conseillers du prince qui remplissaient également des fonctions d'État supérieures. Les membres juniors constituaient la garde  personnelle du prince et étaient des soldats ordinaires. Les membres dépendaient de leur prince pour le soutien financier, mais ils servaient le prince librement et avaient le droit de le quitter et de rejoindre la drujina d'un autre prince. En conséquence, un prince était enclin à rechercher la bonne volonté de sa droujina en payant le salaire des droujinniki, en partageant son butin de guerre et ses impôts avec eux, et en récompensant progressivement les boyards avec des propriétés foncières, avec des droits d'imposition et de justice au niveau local. 
Lors de la bataille du lac Peïpous, l'armée de la république de Novgorod comptait environ 5 000 hommes en tout, et environ 3 000 hommes à la fois dans la cavalerie et dans l'infanterie faisaient partie de la droujina d'Alexandre Nevsky. 

## Pologne
Ibrahim ibn Ya'qub, qui a voyagé en 961–962 en Europe centrale, mentionne que la drujyna du duc Mieszko Ier de Pologne avait 3 000 hommes, payés par le duc. 
Les découvertes archéologiques dans les cimetières à proximité du site fortifié d'Ostrów Lednicki, près de Poznań, ont prouvé la présence de Scandinaves dans la région vers le Xe siècle, suggérant qu'ils ont joué un rôle important dans la drujyna de Mieszko I, le fondateur de facto de l'État polonais. Mieszko marie plus tard sa fille Świętosława (Sigrid) au roi danois Sven à la Barbe fourchue. La fille de Mieszko donne plus tard naissance à Knut le Grand, roi du Danemark, de Suède et de Norvège - ainsi que conquérant de l'Angleterre. Il est probable que les relations polono-nordiques se soient développées grâce à un commerce et une coopération antérieurs. 
Contrairement à ses prédécesseurs, Casimir Ier le Restaurateur a privilégié la noblesse terrienne sur la drujyna comme base de son pouvoir. 

## Voir également
- Housecarl
- Leidang
- Hird
- Droujina (URSS), une organisation civile en Union soviétique
- La première unité de la Légion tchécoslovaque en Russie, appelée "Compagnons tchèques" (Česká družina ou Družina)
- Venceslas Ier de Bohême, assassiné par le compagnon de Boleslav.